# Coppa di Francia 1943-1944
La Coppa di Francia 1943-1944 è stata la 27ª edizione della coppa nazionale di calcio francese.
A seguito della nazionalizzazione del calcio professionistico francese voluta dal colonnello Joseph Pascot per la stagione 1943-1944, la Coppa di Francia ritornò ad essere una competizione a carattere nazionale, con conseguente superamento delle precedenti suddivisioni zone libre ("zona libera"), zone occupée ("zona occupata") e zone interdite ("zona vietata") introdotte a partire dall'edizione 1940-1941 a causa dell'occupazione tedesca della Francia durante la Seconda guerra mondiale.
Sempre per effetto della riforma operata dal colonnello Pascot, a quest'edizione presero parte le neonate équipes fédérales ("squadre federali", in seguito soppresse al termine della stagione 1943-1944 per via della Liberazione della Francia), che furono le uniche squadre a poter annoverare calciatori professionisti, mentre tutte le altre formazioni partecipanti erano composte esclusivamente da calciatori dilettanti.

## Risultati

### Trentaduesimi di finale
Gare disputate il 19 dicembre 1943.
| Squadra 1            | Risultato   | Squadra 2                |
| -------------------- | ----------- | ------------------------ |
| Stade Reims          | 3 - 1       | RC Paris                 |
| Sochaux              | 3 - 1       | Gueugnon                 |
| Tolosa               | 2 - 1       | ES Audengeoise           |
| Nîmes                | 1 - 4       | ÉF Toulouse-Pyrénées     |
| Besançon             | 2 - 3       | ÉF Paris-Île-de-France   |
| Lens                 | 0 - 2       | ÉF Reims-Champagne       |
| Stade Français       | 4 - 3       | Fives                    |
| Red Star             | 5 - 1 (dts) | RC Ancenis               |
| ÉF Nice-Côte d'Azur  | 2 - 0       | AS Avignone              |
| Rennes               | 5 - 0       | Stade Lesnevien          |
| Olympique Lillois    | 2 - 1       | CA Paris 14              |
| Amiens               | 4 - 3       | ÉF Rouen-Normandie       |
| Stade Enghien-Ermont | 1 - 3 (dts) | Le Havre                 |
| ÉF Grenoble-Dauphiné | forfait     | USA Perpignanais         |
| Châteauroux          | 2 - 3       | ÉF Nancy-Lorraine        |
| Cannes               | 5 - 2       | Lyon OU                  |
| Bordeaux             | 7 - 1       | AS des Charentes         |
| Niort                | 0 - 5       | ÉF Bordeaux-Guyenne      |
| SC Vichy             | 0 - 1       | Saint-Étienne            |
| ÉF Paris-Capitale    | 5 - 1       | ES Bully                 |
| Angers               | 2 - 0       | Bordeaux EC              |
| AAJ Blois            | 0 - 8       | ÉF Rennes-Bretagne       |
| ÉF Lille-Flandres    | 9 - 1       | Olympique Saint-Denis    |
| Annecy               | 0 - 1       | ÉF Lyon-Lyonnais         |
| Olympique Marsiglia  | 3 - 0       | SO Gapençais             |
| Montpellier          | 1 - 2       | ÉF Marseille-Provence    |
| US Cazérienne        | 2 - 4       | ÉF Montpellier-Languedoc |
| ÉF Nancy-Lorraine    | 4 - 1       | SO Charenton             |
| Nizza                | 0 - 0 (dts) | Sète                     |
| Stade Orchésien      | 2 - 0       | Excelsior Roubaix        |
| Rouen                | 0 - 0 (dts) | Arras                    |
| Valenciennes         | 1 - 4       | ÉF Lens-Artois           |

#### Gare rigiocate
| Squadra 1            | Risultato              | Squadra 2 |
| -------------------- | ---------------------- | --------- |
| RC Ancenis           | 0 - 5                  | Red Star  |
| Stade Enghien-Ermont | 0 - 2 (1ª ripetizione) | Le Havre  |
| Stade Enghien-Ermont | 0 - 1 (2ª ripetizione) | Le Havre  |
| Nizza                | 0 - 1                  | Sète      |
| Rouen                | 1 - 3                  | Arras     |

### Sedicesimi di finale
| Squadra 1                | Risultato   | Squadra 2              |
| ------------------------ | ----------- | ---------------------- |
| Saint-Étienne            | 6 - 2       | Stade Reims            |
| ÉF Bordeaux-Guyenne      | 3 - 1       | ÉF Paris-Île-de-France |
| Bordeaux                 | 2 - 1       | ÉF Grenoble-Dauphiné   |
| ÉF Lens-Artois           | 3 - 1       | Cannes                 |
| ÉF Lille-Flandres        | 2 - 0       | Le Havre               |
| ÉF Marseille-Provence    | 2 - 1       | Red Star               |
| ÉF Montpellier-Languedoc | 3 - 2 (dts) | Olympique Lillois      |
| ÉF Nancy-Lorraine        | 7 - 0       | Rennes                 |
| ÉF Nice-Côte d'Azur      | 2 - 0       | Olympique Marsiglia    |
| Stade Orchésien          | 4 - 0       | Tolosa                 |
| ÉF Paris-Capitale        | 3 - 0       | ÉF Clermont-Auvergne   |
| ÉF Reims-Champagne       | 3 - 0       | Sète                   |
| ÉF Rennes-Bretagne       | 6 - 0       | Angers                 |
| ÉF Rouen-Normandie       | 4 - 0       | Arras                  |
| Stade Français           | 2 - 0       | ÉF Lyon-Lyonnais       |
| ÉF Toulouse-Pyrénées     | 9 - 1       | Sochaux                |

### Ottavi di finale
| Squadra 1                | Risultato   | Squadra 2             |
| ------------------------ | ----------- | --------------------- |
| ÉF Bordeaux-Guyenne      | 1 - 1 (dts) | ÉF Toulouse-Pyrénées  |
| Bordeaux                 | 3 - 0       | ÉF Nice-Côte d'Azur   |
| ÉF Lens-Artois           | 4 - 0       | ÉF Marseille-Provence |
| ÉF Montpellier-Languedoc | 1 - 1 (dts) | Stade Français        |
| ÉF Nancy-Lorraine        | 3 - 1       | Saint-Étienne         |
| ÉF Paris-Capitale        | 1 - 1 (dts) | ÉF Rennes-Bretagne    |
| ÉF Reims-Champagne       | 3 - 1       | Stade Orchésien       |
| ÉF Rouen-Normandie       | 1 - 0       | ÉF Lille-Flandres     |

#### Gare rigiocate
| Squadra 1                | Risultato | Squadra 2            |
| ------------------------ | --------- | -------------------- |
| ÉF Bordeaux-Guyenne      | 2 - 1     | ÉF Toulouse-Pyrénées |
| ÉF Montpellier-Languedoc | 2 - 1     | Stade Français       |
| ÉF Paris-Capitale        | 5 - 1     | ÉF Rennes-Bretagne   |

### Quarti di finale
| Squadra 1           | Risultato | Squadra 2                |
| ------------------- | --------- | ------------------------ |
| ÉF Bordeaux-Guyenne | 1 - 0     | ÉF Montpellier-Languedoc |
| ÉF Lens-Artois      | 3 - 1     | ÉF Paris-Capitale        |
| ÉF Nancy-Lorraine   | 4 - 3     | Bordeaux                 |
| ÉF Reims-Champagne  | 3 - 1     | ÉF Rouen-Normandie       |

### Semifinali
| Squadra 1          | Risultato   | Squadra 2           |
| ------------------ | ----------- | ------------------- |
| ÉF Nancy-Lorraine  | 2 - 1       | ÉF Bordeaux-Guyenne |
| ÉF Reims-Champagne | 0 - 0 (dts) | ÉF Lens-Artois      |

#### Gare rigiocate
| Squadra 1          | Risultato | Squadra 2      |
| ------------------ | --------- | -------------- |
| ÉF Reims-Champagne | 2 - 1     | ÉF Lens-Artois |

### Finale
| Arbitro: | Charles Tibaldi |

| |            | |
| Parmeggiani 2’ Poblome 54’, 74’ Jacques 66’ | Marcatori  | |
| Roger Coulon Lucien Rué Jean Mathieu Pierre Givert Roger Magnin Jean Grandidier Georges Sesia Jean Pessonneaux Marcel Poblome Marcel Parmeggiani Michel Jacques | Formazioni | Alfred Dambach Daniel Prince Louis Carrara Ignace Kowalczyk Pierre Brembilla Henri Roessler Jean-Louis Pradel Albert Batteux Pierre Flamion André Petitfils François Szego |
| Paul Wartel | Allenatori | Sarkis Garabedian |